# Устимівщина (заказник)
Усти́мівщина — лісовий заказник місцевого значення в Україні. Розташований у межах Куликівської селищної громади Чернігівського району Чернігівської області, на південний захід від села Грабівка.
Площа 24,3 га. Статус присвоєно згідно з рішенням Чернігівської обласної ради від 11.04.2000 року. Перебуває у віданні ДП «Чернігівське лісове господарство» (Дроздівське л-во, кв. 39, вид. 2; кв. 40, вид. 13; кв. 41, вид. 9; кв. 43, вид. 1, 6).
Статус присвоєно для збереження кількох ділянок лісового масиву з цінними насадженнями дуба.